# اولگ آنتونوف (والیبال)
اولگ آنتونوف (ایتالیایی: Oleg Antonov؛ زادهٔ ۲۸ ژوئیهٔ ۱۹۸۸) بازیکن والیبال اهل روسیه عضو تیم ملی والیبال ایتالیا است.

## باشگاهی
از باشگاه‌هایی که در آن بازی کرده‌است می‌توان به باشگاه والیبال ترنتینو اشاره کرد.